# Visayas orientales
Les Visayas orientales sont une région de l'est des Philippines, également appelée région VIII. Elle comporte six provinces et sept villes, à savoir : Biliran, Samar oriental, Leyte, Samar du Nord, Samar, Leyte du Sud, et les villes d'Ormoc, Baybay, Maasin, Calbayog, Catbalogan, Borongan et Tacloban, le centre régional.
La région englobe les îles les plus orientales des Visayas, dont les plus importantes sont Samar, Leyte et Biliran.